# St.-Annen-Kloster (Lübeck)

Blick in die St.-Annen-Straße von Norden (1900)

Das St.-Annen-Kloster in Lübeck ist ein ehemaliges Kloster der Augustinerinnen, das heute als Museumsquartier St. Annen einer der Standorte des Lübecker Museums für Kunst- und Kulturgeschichte ist. Es liegt unweit der Aegidienkirche in der südöstlichen Lübecker Altstadt neben der Synagoge.

## Geschichte

### Kloster
Das Kloster und die dazugehörige Kirche, die aufgrund der beengten Grundstücksverhältnisse einen eigenständigen Baustil aufweisen, wurden von 1502 bis 1515 im spätgotischen Stil errichtet. Auf Vorschlag des Lübecker Bischofs Dietrich II. Arndes, unter dem am 20. August 1502 der Grundstein gelegt worden war, wurden Kloster und Kirche der Heiligen Anna geweiht, einer um 1500 besonders beliebten Heiligen. Der Baumeister war Vinzenz Sisinnius Hesse aus Braunschweig. Die Kosten für den Bau und Betrieb des Klosters brachten vor allem Lübecker Bürger auf, deren unverheiratete Töchter dort untergebracht werden sollten. Die Wappen der Stifter, wohlhabende Lübecker Ratsherren und Fernkaufleute, sind an den Konsolen des Kreuzgewölbes des Kapitelsaals angebracht, die Namen auf einem Schriftband seitlich der Wappen aufgemalt. Zu diesen Stiftern gehörten Berend Bomhover, Thomas von Wickede, Harmen Meyer, Fritz Grawert, Godart Wigerinck und Johann Salige. Auch in Testamenten wurde das Kloster besonders in der Bauphase reichlich bedacht. Insgesamt sind fast 300 Vermächtnisse aus den Jahren 1502 bis 1531 zu Gunsten des Klosters erhalten. Im Gegenzug sollten die Nonnen für die Verstorbenen beten. Gefördert wurde die Spendenbereitschaft durch Ablässe, wie den, der 1503 von dem Kardinal Raimund Peraudi verkündet wurde.

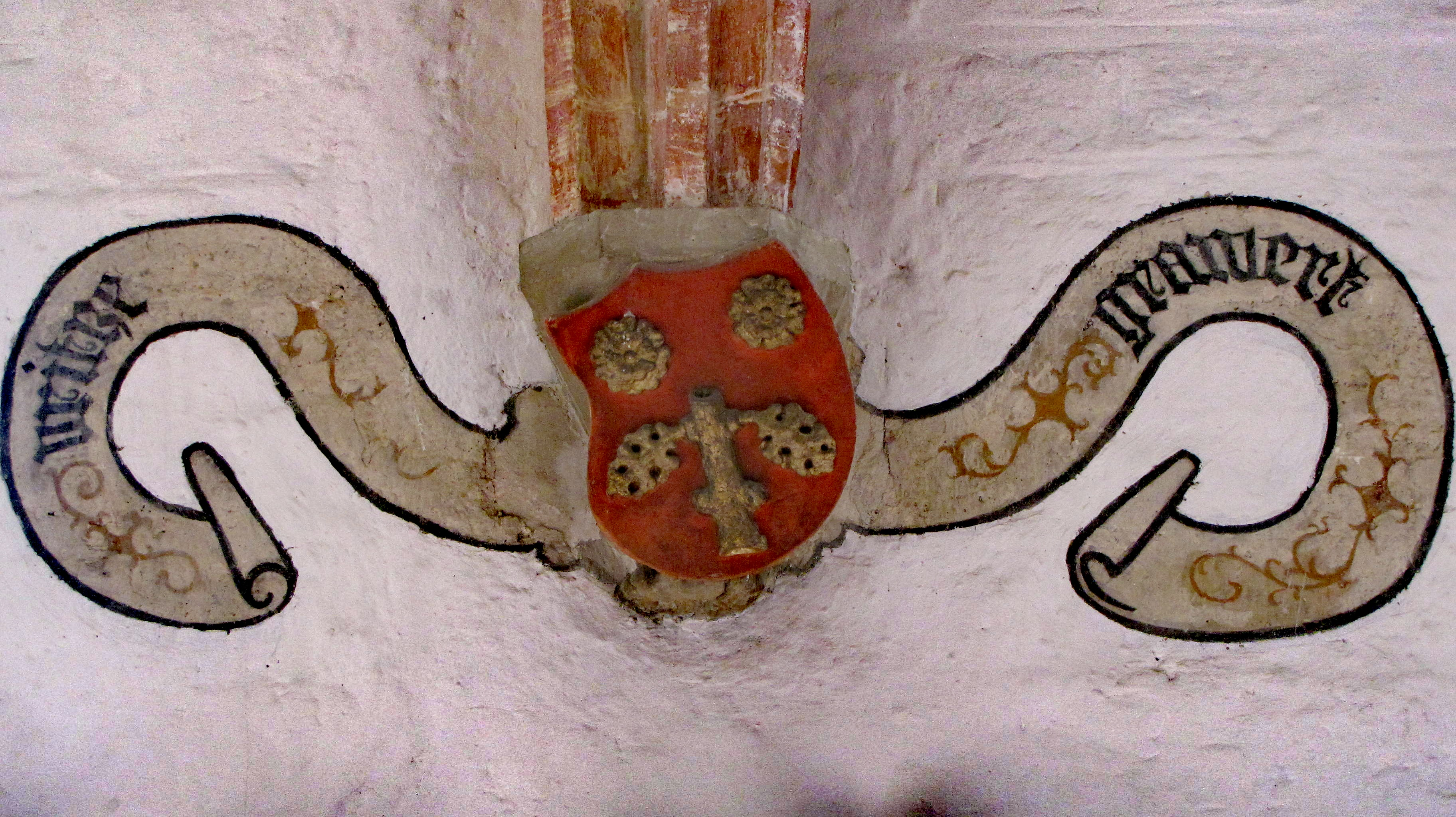
Wappen und Name von Fritz („Vritze“) Grawert

Bereits kurz nach der Grundsteinlegung begannen die Gottesdienste in einer hölzernen Kapelle auf dem Bauplatz. 1508 weihte Bischof Wilhelm Westphal den Chor der Klosterkirche, den Kreuzgang und die Glocken. 1515 waren die Gebäude dann bezugsfertig. Als erste Nonnen wurden Augustiner-Chorfrauen aus dem Stift Steterburg geholt, das sich der Windesheimer Kongregation angeschlossen hatte. Auch die Lübecker Stiftsdamen lebten nach dieser strengen Regel. Das Einkaufsgeld betrug 300 Gulden. Da etliche reiche Lübecker genau diesen Betrag (oder das Doppelte) stifteten, lässt annehmen, dass die meisten Nonnen aus dem Kreis der wohlhabenden Lübecker Kaufmannsfamilien stammten. Wie viele Nonnen insgesamt im Kloster lebten und welchen Beschäftigungen sie neben dem Gebet nachgingen, ist aufgrund der schlechten Quellenlage nicht bekannt. Es sind aber zwei Gebetbücher für den gottesdienstlichen Gebrauch erhalten, die von Nonnen des Klosters geschrieben wurden. Namentlich bekannt ist Margarethe Buxtehude, deren Vater Werner zu den Initiatoren der Klostergründung gehörte, einer der sieben Vorsteher des Klosters war und 1504 2000 Lübsche Mark (oder 1000 Gulden) für das Gewölbe der Kirche und ein Kirchenfenster stiftete.
Schon in den 1520er Jahren nahm die Bereitschaft, für das Kloster zu spenden, stark ab. Die letzte testamentarische Verfügung zugunsten des Klosters stammt von Gotthard van Höveln kurz nach dessen Wahl zum Bürgermeister 1531, als die Reformation in Lübeck bereits beschlossene Sache war. Wenig später wurde das Kloster geschlossen. 1532 sorgte Johann Wigerinck, dessen Vater zu den Stiftern des Klosters gehört hatte, dafür, dass sieben Nonnen aus dem Mutterkloster nach Steterburg zurückgebracht wurden. Die verbliebenen Lübecker Nonnen lehnten die neue Lehre ab, weigerten sich aber, in das einzige andere Frauenkloster in Lübeck, das Zisterzienserinnenkloster St.-Johannis, überzusiedeln, obwohl dieses dank eines Privilegs bei seinen alten Gebräuchen bleiben durfte. Da der Rat ihnen ernsthafte Religionsausübung und Lebensführung bescheinigte, durften sie zunächst bleiben. Nachdem die Gebäude 1538 in den Besitz der Stadt übergegangen waren, verließen die letzten vier Nonnen das Kloster 1542.

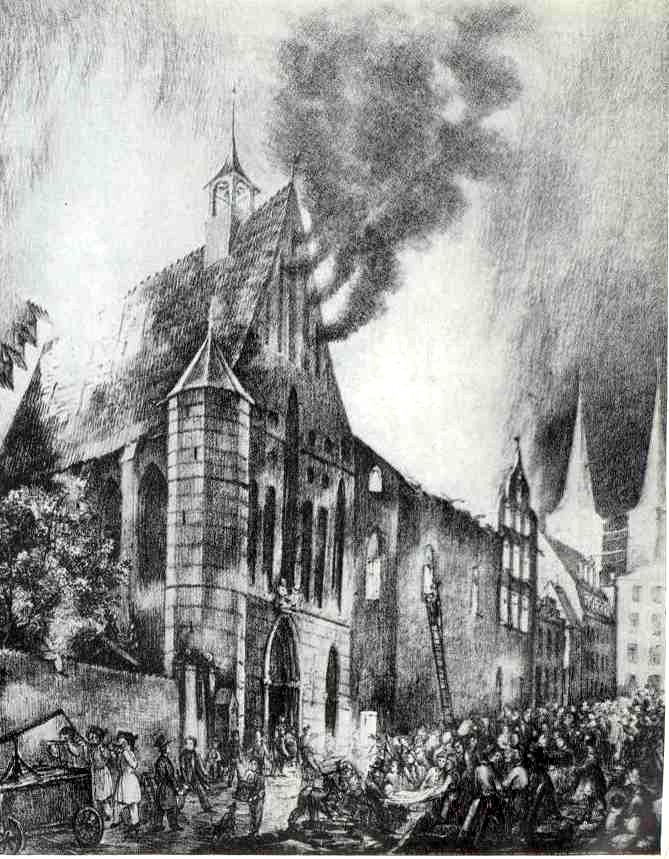
Brand des St.-Annen-Klosters 1843

### Armenhaus
Nach der Säkularisation wurde die Klosterkirche zunächst als Lager verwendet. 1601 entstand in den Räumen ein Armenhaus, in dem die arbeitsfähigen Armen zur Arbeit angehalten wurden. Es war eins der ersten kombinierten Armen- und Werkhäuser, die nach englischem Vorbild in Deutschland eingerichtet wurden. Die Leitung oblag Präzeptoren wie beispielsweise Nathanael Schlott oder Johann Nicolaus Pouget, die auch für die seelsorgerische Betreuung der Insassen und die Erziehung der Kinder zuständig waren. Für die Armenhausbewohner wurden der Chor und die vorderen Joche der Kirche wieder für die gottesdienstliche Nutzung hergestellt. Das nördliche Seitenschiff und der westliche Teil der Kirche beherbergten Werkstätten und Lagerräume.
Am 12. Juni 1639 überließ der Rat für die Beisetzung der Insassen des Armenhauses und anderer Armen Land vor dem Mühlentor. Auf dem St.-Annen-Kirchhof wurden die Bedürftigen unentgeltlich und anonym bestattet. Dabei wurden jeweils drei Särge übereinander gestapelt.
Später wurden weitere Teile der ehemaligen Klosterräume als Zuchthaus genutzt, wofür 1778 auf bisher unbebauten Flächen des Grundstücks ein weiterer Flügel, das Spinnhaus, errichtet wurde. Armenpflege und Strafvollzug befanden somit sich unter einem Dach. Zusätzlich befand sich im Annen-Kloster die Ausgabestelle für die Armenspeisung und finanziellen Unterstützung für weitere in der Stadt ansässige Bedürftige. Im Armen- und Werkhaus wurden auch Waisenkinder untergebracht, um zu nützlichen Gliedern der Gesellschaft erzogen zu werden. 1697 wurden vom Annen-Kloster aus 800 Bedürftige mit dem Nötigsten versorgt, 1836 waren es über 1000 Menschen. Im Winter 1828/29 brach im Kloster eine Typhus-Epidemie aus, deren Opfer auch der Klosterarzt Heinrich Grabau wurde.
Nachdem bereits 1835 ein Feuer im Backhaus ausgebrochen war, durch das ein Teil der Wirtschaftsräume in Mitleidenschaft gezogen wurde, brannten 1843 der sogenannte Kinderhof und die eng zwischen den übrigen Gebäuden eingezwängte Kirche aus. Während die Klostergebäude wiederhergestellt wurden, wurde die Kirche 1875 bis auf Fragmente abgerissen, die als Ruine stehen blieben. Bis 1908 wurden die Gebäude noch als Zuchthaus verwendet. Danach wurden sie der Gesellschaft zur Beförderung gemeinnütziger Tätigkeit überlassen, die den Umbau zu einem Ausstellungsort für die von Carl Julius Milde aus abgerissenen Kirchen zusammengetragenen mittelalterlichen Kunstschätze und weitere Sammlungen betrieb. Das St.-Annen-Museum wurde 1915 eröffnet.

## Bauten
Die meisten Räume im Erdgeschoss des Klosters sind noch original aus der Erbauungszeit erhalten: der Kreuzgang, die Refektorien, der Remter (der größte Raum des Klosters, wahrscheinlich Arbeits- und Tagesraum der Nonnen, seit 1733 Esssaal des Armenhauses), der Kapitelsaal und die Sakristei der Klosterkirche. In der Südwestecke des Kreuzgangs befindet sich die Wärmekammer, das Kalefaktorium.
Von der dreischiffigen Klosterkirche mit flachgedecktem Schiff und einem Chor mit Kreuzgewölbe und polygonalem Abschluss hat sich der untere Teil der zur St.-Annen-Straße ausgerichteten Fassade mit einem prächtigen Portal, das heute als Eingang in den Vorhof des Museums dient, und dem Treppenturm mit einer doppelläufigen Wendeltreppe erhalten. Chor und Seitenschiffe sind teilweise noch einstöckig erhalten. Der heutige moderne Eingangsbereich Museumsbau nimmt exakt die Formen der Kirche auf.

Galerie
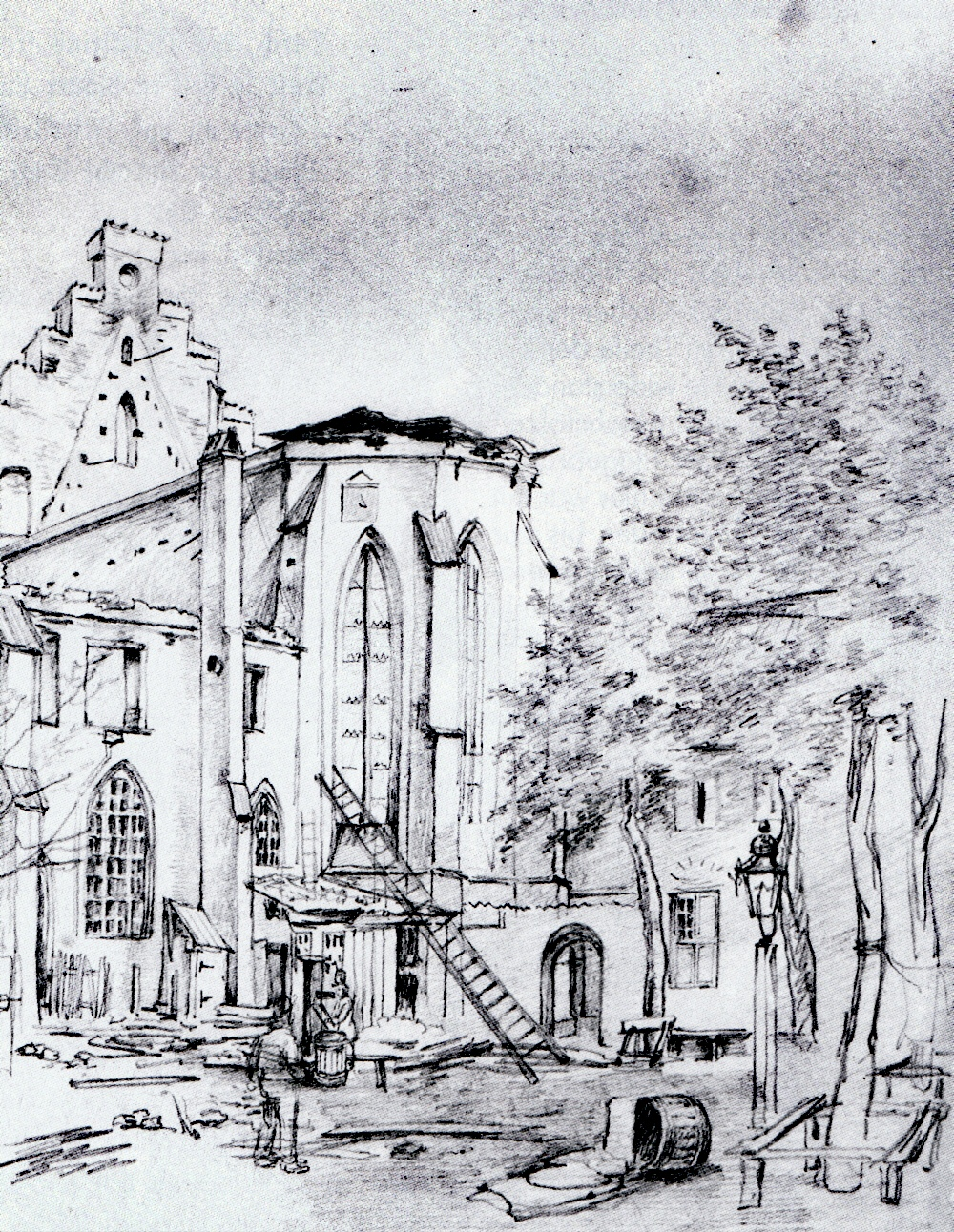
Der Chor der Kirchenruine, 1843
Das Innere der Kirchenruine, um 1870
Die Fassade der Kirchenruine, vor 1875
Das zur Anlage gehörende, um 1800 errichtete Haus des Chirurgen, um 1900
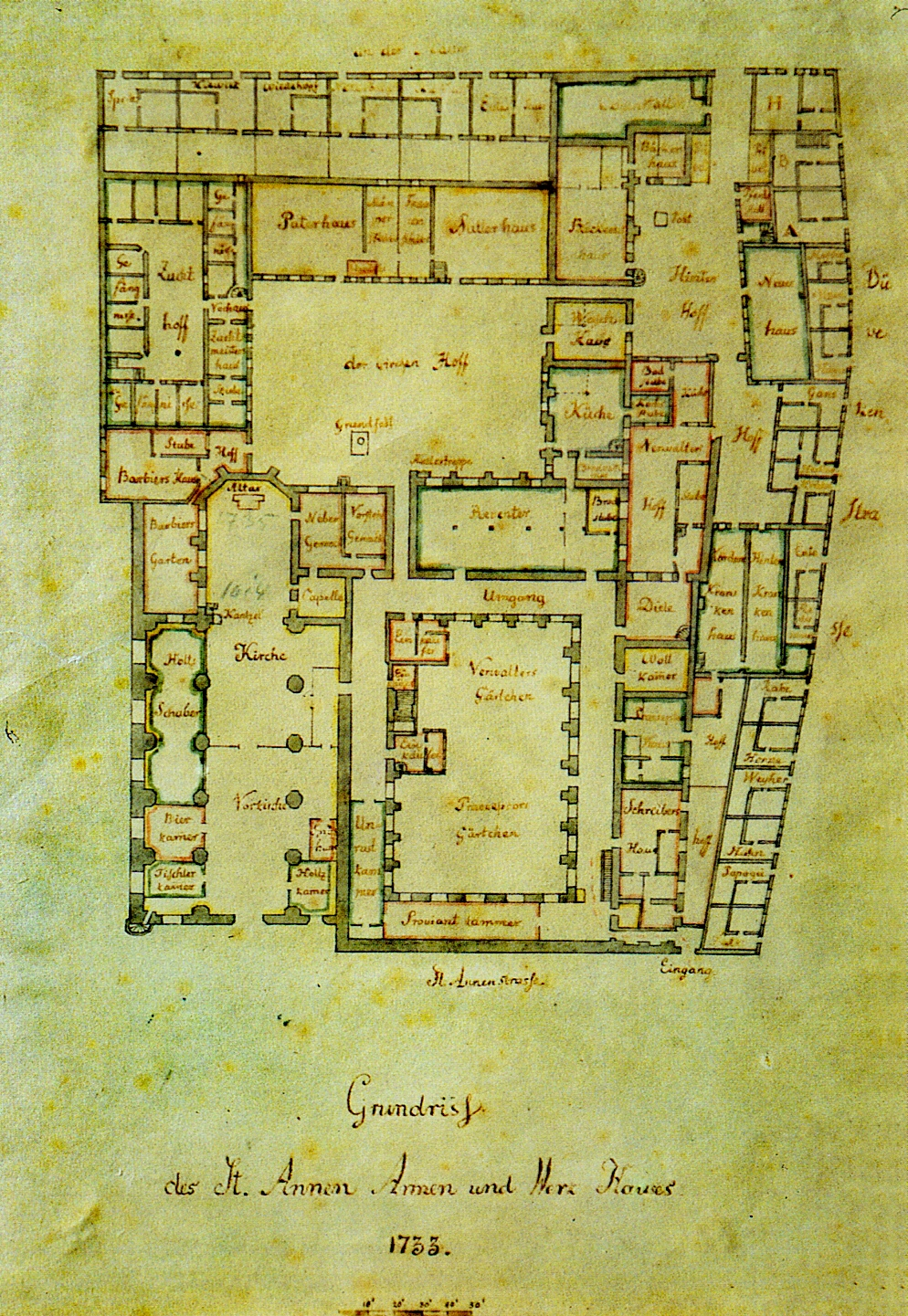
Grundriss des Erdgeschosses der Anlage, 1733
Grundriss des Erdgeschosses der Anlage, 1883